# Formiguer (mirmecologia)

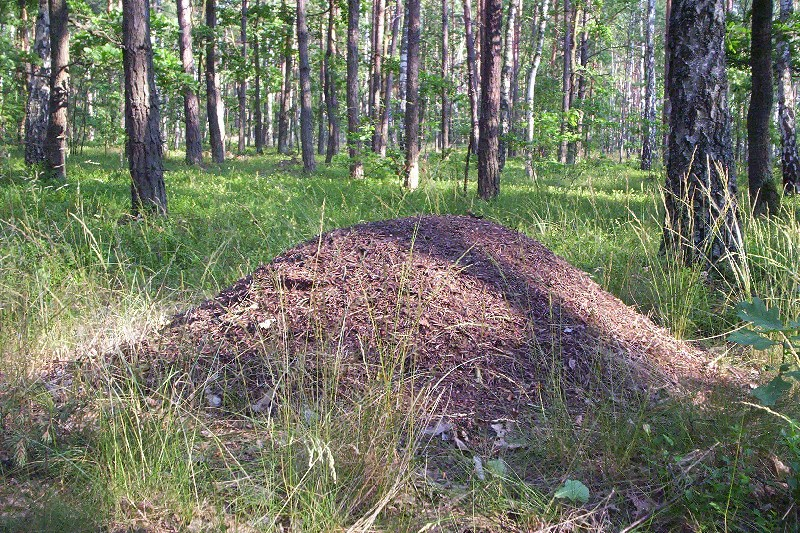
Formiguer a Polònia

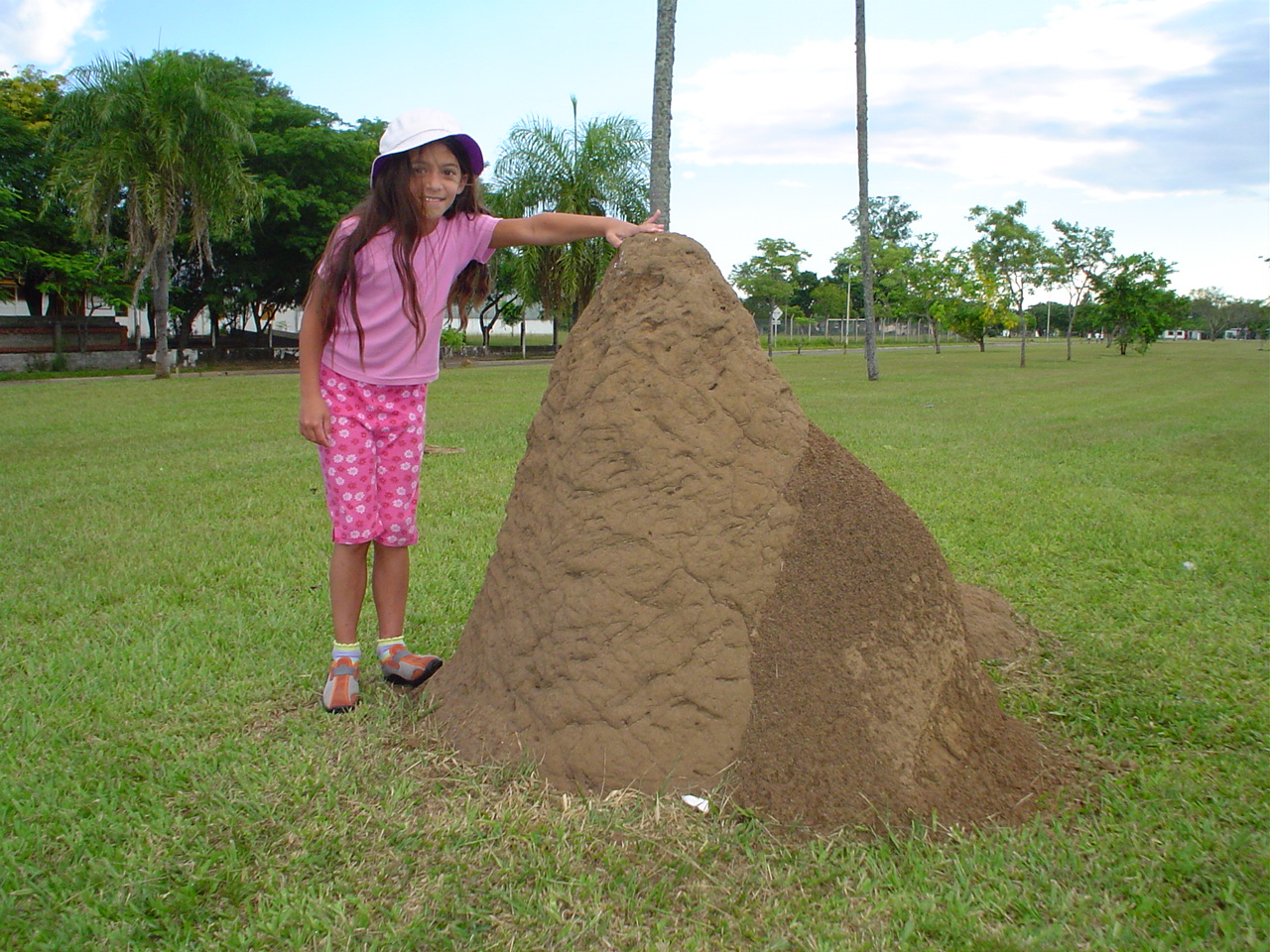
Formiguer d'argila a Argentina

Un formiguer és el cau on habiten les formigues en societat i també al mateix conjunt de formigues que habiten en el cau. L'estructura està formada per un laberint de túnels, entrades i, sovint, monticles de terra. Dins el formiguer hi ha diferents sales, unes per a la cria i la reproducció, i altres per a emmagatzemar aliment.
En els casos en el que hi ha un monticle –comunament de terra o argila– sobre la colònia subterrània, aquest forma part del formiguer i està construït per les formigues, amb la mateixa terra que extreuen del terra. El monticle serveix a les formigues per evitar que la part subterrània s'inundi en temps de pluja i s'observa una activitat interna similar a la de la part subterrània. Tota la colònia és plena de túnels sobre i sota terra.
Sovint els formiguers estan connectats i formen part d'unes colònies més grans anomenades super-colònies. Exemples de grans super-colònies de formigues s'han descrit a la costa Ishikari de l'illa de Hokkaidō, al Japó. La colònia es calcula que podria contenir uns 306 milions de formigues de treballadors i un milió de formigues reina que vivien en 45.000 nius interconnectats per túnels subterranis, i s'estenia en una àrea de 2,7 km². El 2004 se'n va trobar una a Melbourne, Austràlia, i es calcula que té uns 100 km d'ample.